# 中華民国童軍総会
中華民国童軍総会（ちゆうかみんこくどうぐんそうかい、中国語: 中華民國童軍總會) は、中華民国（台湾）におけるスカウト運動の全国組織である。世界スカウト機構に加盟している。2011年現在、加盟員数は49457人。

## 歴史

### 1949年以前
中華民国の成立ののち、1912年2月25日に厳家麟が武漢の文華大学において中国で最初のスカウト隊を結成した。以降、スカウティングは中国全土に急速に広まっていった。1913年、上海において上海中華童子軍協會（上海中華童子軍協會）が結成され、「中華童子軍」の名でスカウティングを推進することが決定された。1915年に上海でラリーが開かれ、その中でスカウト教育の重要性から全国的なスカウティング組織を結成する方針が定められた。1930年に二度のジャンボリーが南京で開催され、それぞれ3573人、13268人が参加した。
1934年、張忠仁の提案により首都南京において中華全国童子軍協会(中華全國童子軍協會)が正式に設立され、1937年にボーイスカウト国際事務局に登録した 。1937年から1945年にかけての日中戦争においては、多くのスカウトが従軍した。
1942年2月25日、童軍総会の名誉会議は、厳家麟に中華民国童軍創始者の称号を授与し、同時に2月25日を中華民国童軍創始紀念日とすることを決定した。。
1941年には570000人もの加盟員を誇ったが 、国共内戦の結果として1949年にはスカウティングは中国本土から姿を消すこととなる。

### 台湾での再建
1949年、国民党政権は中国本土の支配権を失い台湾へと亡命した。 スカウティングは台湾において中華民国童軍の名で続けられることとなった。 国民党政権が台北に移ったのちの1950年に連盟が中国童軍総会（中國童子軍總會）として再組織され、ボーイスカウト国際事務局にも再登録された。

## プログラム
中華民国童軍の核心的価値観はスカウトの「ちかい」と「おきて」という形であらわされている。スカウト章のは青天白日旗を模した意匠が用いられている。中華民国童軍における最高位はシニアースカウト（行儀童軍）部門における国華童軍（國花童軍）である。「国華」とは中華民国の国花である梅のことを指す。記章の中央には梅の花があしらわれ、側面には国旗の色である赤、白、青が用いられている。

### ちかい
憑我的榮譽，我願盡力遵守童軍規律，終身奉行下列三事：

第一、敬天樂群，做一個堂堂正正的好國民。

第二、隨時隨地扶助他人，服務社會。

第三、力求自己智識、品德、體格之健全。

### おきて
一、誠實：為人之道，首在誠實，無論做事、說話、居心，均須真實不欺。

二、忠孝：對國家須盡忠，對父母應盡孝。

三、助人：盡己之力，扶助他人，每日至少行一善事，不受酬，不居功。

四、仁愛：待朋友須親愛，待眾人須和善，對生命要尊重，對社會要關心，對大自然要維護。

五、禮節：對人須有禮貌，凡應對進退，均應合乎規矩。

六、公平：明事理、辨是非，待人公正，處事和平。

七、負責：信守承諾，克盡職責，遵守團體紀律，服從國家法令。

八、快樂：心常愉快，時露笑容，無論遇何困難，均應處之泰然。

九、勤儉：好學力行，刻苦耐勞，不浪費時間，不妄用金錢。

十、勇敢：義所當為，毅然為之，不為利誘，不為威屈，成敗在所不計。

十一、整潔：身體、服裝、住所、用具須整齊清潔，言語須謹慎，心地須光明。

十二、公德：愛惜公物，重視環保，勿因個人便利，妨害公眾。

### モットー
一、準備。

二、日行一善。

三、人生以服務為目的。